# Departamento Santo Tomé
Das Departamento Santo Tomé liegt im Nordosten der Provinz Corrientes im Nordosten Argentiniens und ist eine von 25 Verwaltungseinheiten der Provinz.
Im Norden und Westen grenzt es an das Departamento Ituzaingó, im Norden an die Provinz Misiones, im Osten, getrennt durch den Río Uruguay, an Brasilien und im Süden an die Departamentos General Alvear und San Martín.
Die Hauptstadt des Departamento Santo Tomé ist das gleichnamige Santo Tomé.

## Bevölkerung
Nach der Vertreibung der Deutschen aus der Tschechoslowakei wanderten einige deutschböhmische Familien nach Argentinien aus und brachten die traditionelle böhmische Glasbläserei nach Santo Tomé.
Nach Schätzungen des INDEC stieg die Bevölkerungszahl von 54.050 Einwohnern (2001) auf 57.921 Einwohner im Jahre 2005.

## Städte und Gemeinden
- Garruchos
- Gobernador Virasoro
- José Rafael Gómez
- Santo Tomé

## Wirtschaft
Das Departamento Santo Tomé gehört zu den prosperierendsten Regionen der Provinz, vor allem wegen des Anbaus von Yerba Mate. Der größte Produzent des Landes, die Modellanlage Las Marías, ist hier angesiedelt. Ebenfalls von Bedeutung ist der Anbau von Reis und Soja. Die Forstwirtschaft konzentriert sich auf die Bewirtschaftung weiter Eukalyptus- und Kiefernwälder für die Holz- und Papierindustrie.